# 布里托玛救赎阿莫雷特

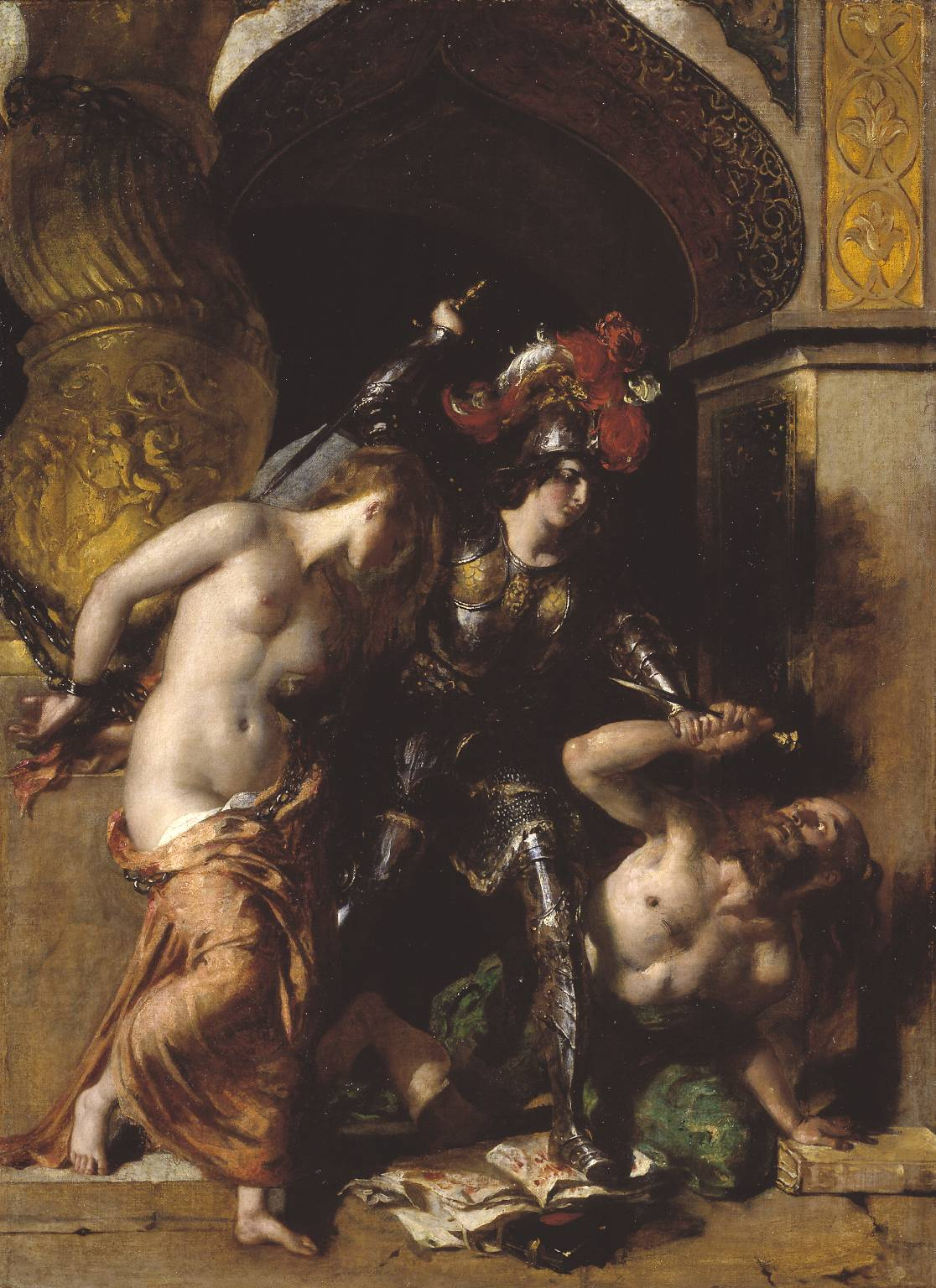
《布里托玛救赎阿莫雷特》, 1833年, 90.8 by 66 cm

《布里托玛救赎阿莫雷特》是英国艺术家威廉·埃特创作的一幅布面油画，于 1833 年首次展出，现藏于英国泰特美术馆。这幅画描绘了埃德蒙·斯宾塞的《仙后》中的一个场景，女战士布里托玛杀死了邪恶的魔法师布西兰（Busirane）并释放了他的俘虏，美丽的阿莫雷特，以表现荣誉和贞洁的美德。在斯宾塞的原诗中，阿莫雷特在获救时已被折磨得遍体鳞伤，但埃蒂不喜欢暴力描写，因此将她描绘成毫发无损的样子。
尽管这幅画描绘了神秘仪式、暴力死亡、半裸女性和性虐待 《布里托玛救赎阿莫雷特》在 1833 年首次展出时并未引起争议，甚至广受好评。 1833 年，埃蒂将其卖给了一位私人收藏家，之后又辗转落入多位收藏家之手，最终被利弗夫人美术馆收藏。 1958年，它被泰特美术馆收购，至今仍藏于英国泰特美术馆。

## 背景
威廉·埃蒂1787 年出生于约克，是磨坊主和面包师的儿子。 他从小就表现出了艺术天赋， 但他家的经济条件并不宽裕，  12 岁时，他辍学到赫尔当印刷学徒。 七年契约期满后，他“带着几块彩色粉笔、蜡笔”搬到了伦敦， 目的是效仿古代大师，成为一名历史画家。  1807 年初，埃蒂被皇家学院录取在著名肖像画家托马斯·劳伦斯门下学习一年后， 埃蒂重返皇家学院，在生活课上绘画并临摹其他画作。   1821年，皇家学院展出了埃蒂的一部作品《克拉奥帕特拉抵达西里西亚》又称《克拉奥帕特拉的凯旋》。 这幅画获得了极高的赞誉，许多艺术家同行都非常钦佩他。 1828 年，他领先约翰·康斯特布尔当选为皇家院士。 他在绘画中痴迷于肤色对比及其准确捕捉肤色的能力令他备受推崇。 

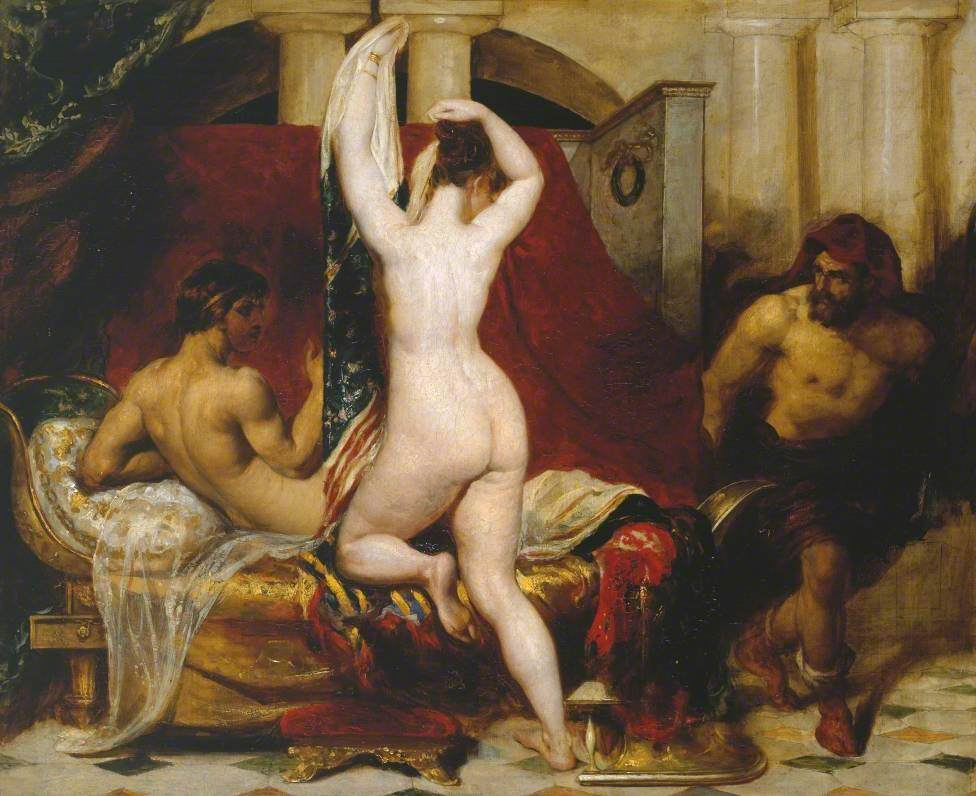
吕底亚国王坎多列斯在妻子就寝时，偷偷将她指给大臣吉格斯看（1830 年）。到了 19世纪30 年代，埃蒂因利用历史、神话和文学场景作为描绘裸体人物的借口而闻名。

在《克拉奥帕特拉》展览之后，埃蒂试图再创辉煌，集中精力绘制更多包含裸体人物的历史画。 他在 19世纪20 年代的夏季展览中展出了 15 幅画作（包括《克拉奥帕特拉》），除了一幅外，其他画作都至少包含一个裸体人物。  埃蒂因此成为第一位将裸体研究视为一种严肃的艺术形式的英国艺术家，其研究既具有美学吸引力，又能传达道德信息。 虽然英国私人收藏了一些外国艺术家的裸体画，但英国并没有裸体画的传统，自1787年《惩恶公告》颁布以来，向公众展示和传播裸体材料一直受到压制。 下层社会对他的裸体画的所谓色情反应引起了整个 19 世纪的关注 尽管他的男性裸体肖像普遍受到好评，但许多评论家谴责他反复描绘女性裸体的行为有伤风化。  （埃蒂的男性裸体肖像主要描绘神话英雄和经典战斗场面，在英国，男性裸体的描绘在这些题材中是可以接受的。） 从 1832 年起，在媒体的一再攻击下，埃蒂仍然是英国著名的裸体画画家，但他有意识地努力在作品中反映道德教诲。 

## 作品

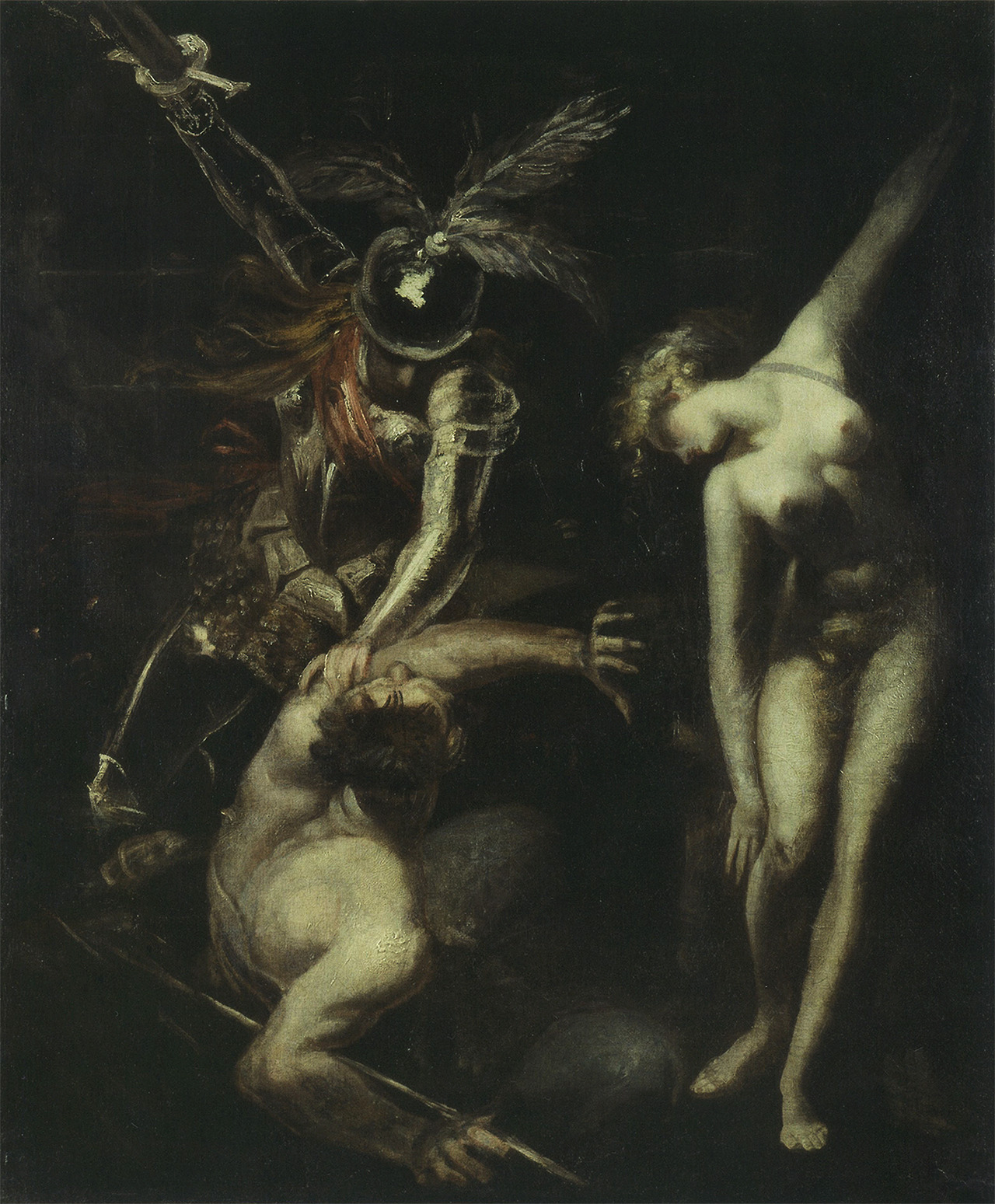
《布里托马将阿莫雷特从布西兰的魔咒中解救》 ，亨利·富塞利（1824）。《仙后》是艺术家们极为喜爱的题材。

《布里托玛救赎阿莫雷特》描绘了埃德蒙·斯宾塞 创作的 16 世纪寓言史诗《仙后》第三卷中的场景， 邪恶的巫师布西兰 绑架了美丽的阿莫雷特（代表已婚贤德），并将她折磨至死。英勇的女战士布里托玛（代表贞洁和伊丽莎白一世） 冲破重重障碍，到达关押阿莫雷特的密室，并在布西拉内杀死阿莫雷特之前杀死了他。 
《布里托玛救赎阿莫雷特》是埃蒂的初衷，旨在阐释贞洁和荣誉的美德。 它展示了布西拉内准备杀死阿莫雷特时被布里托玛打断的那一刻。阿莫雷特被锁在一根镀金的所罗门柱上，柱上刻有维纳斯的图案，当她挣扎时，衣服从肩膀上滑落。 布里托马身披盔甲，进入布西兰的摩尔人密室 ，挥剑时踩烂了一本沾满鲜血的魔法书。。  上身赤裸，穿着中式长裤扎着辫子 的布兰西倒在地板上，他的剑锋仍指向阿莫雷特的心脏。 对于埃蒂来说，不同寻常的是， 他将布里托玛特画得很薄，透过油漆仍然可以看到画布的编织。艺术史学家艾莉森·史密斯认为这很可能是受到亨利·富塞利的启发，后者用相同的绘画风格画了一幅布里托玛的肖像。 
在原诗中，布西拉内在阿莫雷特获救时已经折磨并挖出了她的心脏  当埃蒂开始创作《布里托玛救赎阿莫雷特》时，已经创作了大量战斗和死亡的场面。后来，当人们知道他为了确保对处于不同腐烂阶段的尸体的描绘准确无误而去殡仪馆为尸体写生时，他的作品获得了一定程度的好评。 然而，他对于“有些人为屠戮乐此不疲，甚至陶醉其中”感到厌恶，并且不喜欢描绘无端的暴力。 因此，在埃蒂的作品中，阿莫雷特在受难过程中毫发无损，尽管他的作品暗示着“虐待狂般的酷刑和神秘的性巫术”。 

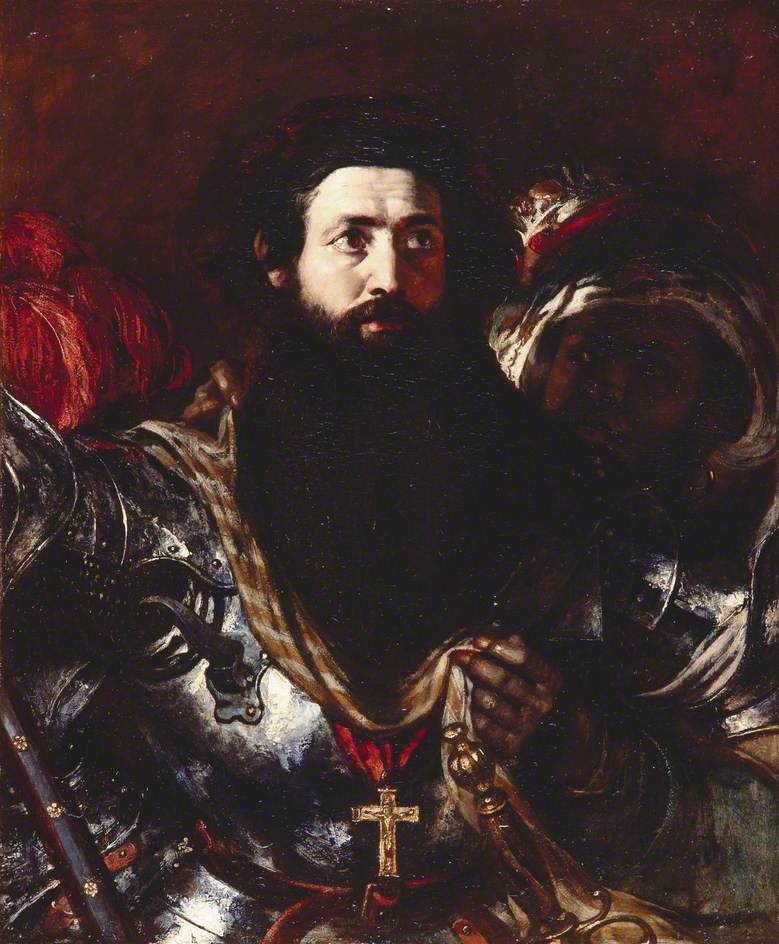
《武装战士》, 1835 年。虽然埃蒂因对肤色的处理而闻名，但他也收集盔甲肖像画，并且是研究盔甲肖像的代表人物提香的崇拜者， 并对多种光源对抛光盔甲的影响有着浓厚的兴趣。

虽然在他的信中有强烈的暗示，早年他曾与他的一位模特发生过性关系，1823-1824 年在威尼斯时也可能发生过某种性关系，但埃蒂是虔诚的基督徒，而且是著名的禁欲主义者。  艾莉森·史密斯认为《布里托玛耳提斯救赎阿莫雷特》的构图是他有意识的努力，通过创造“对男性观众的挑战，来赞扬贞洁的美德......战胜情欲并以纯洁的眼光看待脆弱的女性”。 在埃蒂的整个职业生涯中，他一直倡导在生活课上使用女性模特，这引起了一些争议。这幅画可能是为了强调他的信念：“对于心灵纯洁的人来说，一切都是纯洁的”。  

## 反响
1832年，埃蒂的《船头的青春》和《掌舵的快乐》展览因使用裸体人物而招致了一些媒体的强烈批判， 《纪事晨报》谴责它是“一种放纵，对我们一度认为是古典的，但实际上是淫荡的思想的放纵”。 当《布里托玛救赎阿莫雷特》于 1833 年在皇家学院夏季展览会上展出时，  却获得了更高的评价。 
尽管它描绘了一个近乎裸体的女人、一场暴力死亡、一个神秘仪式以及性酷刑的强烈暗示，但评论界对这幅画的评价绝大多数是正面的。  《新月刊》认为它是“一幅奇妙而罕见的色彩作品”， 而《绅士杂志》则认为它是“一幅美丽的橱柜画”，具有“真正的诗意”。 最热情洋溢的赞誉来自《文学公报》：
女性的优雅和美丽、骑士的灵动和魔术师的恶魔般的表情，再加上建筑所产生的华丽而深邃的效果，使这幅画成为埃蒂先生的 "艺术瑰宝 "之一，尽管其中一些半色调有轻微的黑色倾向。
——《文学公报》 评《布里托玛救赎阿莫雷特》

## 遗产

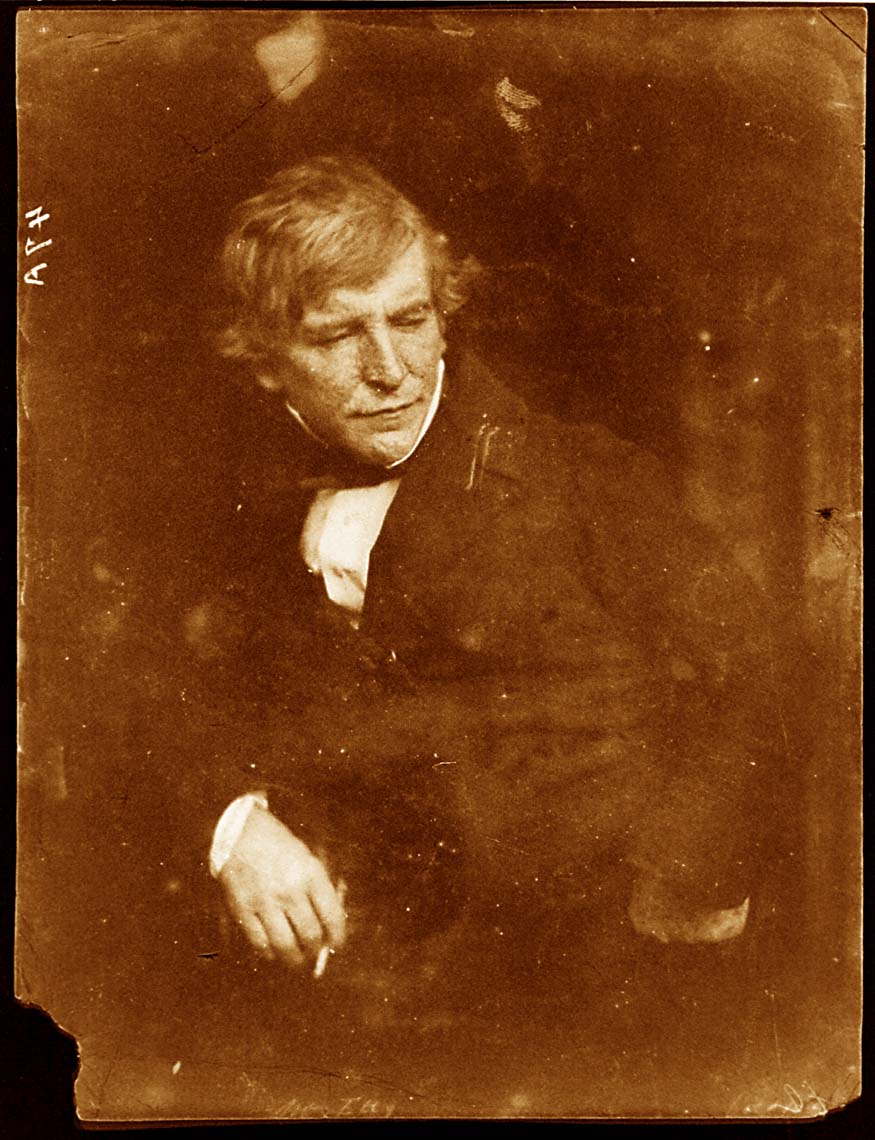
威廉·埃蒂，1844 年

埃蒂将《布里托玛救赎阿莫雷特》视为他的主要作品之一。 继1833年夏季展览会展出后，该作品又于同年8月在皇家曼彻斯特学院展出。 它在第二次展览上以 157 英镑（按今天的物价约为16,000英镑 ）卖给了一位匿名收藏家，在埃蒂的记录中只列出了“L.先生，曼彻斯特”。 这是 1849 年 6 月至 8 月在英国皇家艺术学会举办的大型回顾展上展出的 133 幅埃蒂画作之一； 在这次展览期间，它以 520 几内亚的价格（按今天的价格计算约为60,000英镑 ）卖给了查尔斯·汤森勋爵  。 
埃蒂于 1849 年去世， 去世前一直在创作和展览， 去世后仍被许多人视为色情作家。查尔斯·罗伯特·莱斯利在埃蒂去世后不久评论到， "（埃蒂）本人并无恶意，也不知道他的作品被粗俗的人以何种方式看待"。随着英国新绘画运动的兴起，人们对他的兴趣逐渐减弱，到 19 世纪末，他的画作的销售价格已低于原价。 

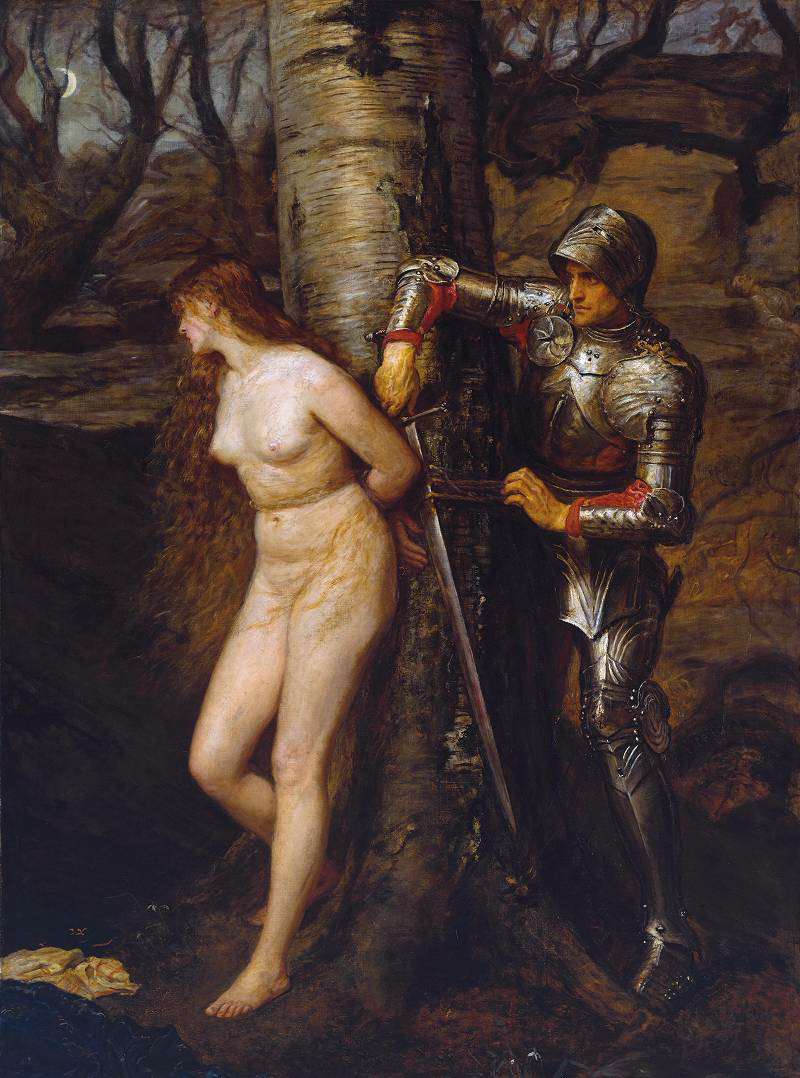
流浪骑士，约翰·埃弗雷特·米莱斯，1870 年

埃蒂去世两年后，汤森德以 510 几内亚的价格出售了《布里托玛救赎阿莫雷特》。随后几年，它又转手数位买家，每次售价都一再降低。 这幅画很可能对约翰·埃弗雷特·米莱斯1870 年的作品《流浪骑士》产生了影响，该作品也展示了一个女人饱受苦难最后被拯救的故事； 尽管米莱斯不喜欢埃蒂后来的作品， 但他的多幅画作都深受这位艺术家的影响。
1919 年，第一代勒弗休姆子爵威廉·勒弗  以 410 几内亚的价格（按今天的价格计算，约21,000英镑 ）  买下了这幅作品，并将其作为埃蒂的13幅作品之一转增给利弗夫人美术馆， 一直保存到 1958 年。 1958年它被泰特美术馆收购，直到2015年，它仍然保存在英国泰特美术馆。 这是英国泰特美术馆“裸露的维多利亚时代”展览中展出的五幅埃蒂画作之一，  2011-12 年，这幅画作为埃蒂作品大型回顾展的展品在约克美术馆展出。  2013 年，佛朗哥·莫雷蒂认为， 《布里托玛救赎阿莫雷特》是 19 世纪后期维多利亚时期裸体画的“原型”，在这些作品中，裸体不再是纯真的象征，而是成为野蛮人、罪犯和暴君胁迫女性的象征。 

## 脚注
1. ↑  A. 唯一的例外是《守护神》，这是一幅委托创作的肖像画，画的是诺曼顿伯爵二世韦尔博雷-埃利斯-阿加尔的孩子们。[14]
2. ↑  B. 在某些版本中为 "busyrane"。[15]
3. ↑  C. 艺术史学家萨拉·伯纳奇认为，布希莱恩和他的房间出现在异国他乡，并暗示他本人和阿莫雷特之间有性接触，是为了强调救她的重要性和布里托玛杀死布西兰的功德。[22]
4. ↑  D. 约克大学的杰森·爱德华兹教授在 2011 年写道，他认为埃蒂很可能是个秘密的同性恋者。可以肯定的是，他经常在公共澡堂与男人见面，并邀请他们为他摆出裸体姿势。[28]

### 笔记
1. 1 2  Farr 1958，第2頁.
2. ↑  Farr 1958，第4頁.
3. ↑  Farr 1958，第5頁.
4. ↑  Gilchrist 1855，第31頁.
5. ↑  Smith 1996，第86頁.
6. ↑  Myrone 2011，第47頁.
7. 1 2  Farr 1958，第15頁.
8. ↑  Green 2011，第61頁.
9. ↑  Burnage 2011d，第31頁.
10. ↑  Burnage 2011b，第118頁.
11. ↑  Burnage 2011c，第198頁.
12. ↑  Burnage 2011b，第106頁.
13. ↑  Burnage 2011d，第32頁.
14. 1 2 3 4 5 6 7 8 9 10 11  Smith 2001a，第57頁.
15. ↑  Smith 2001b，第53頁.
16. ↑  Smith 2001b，第55頁.
17. ↑  Smith 2001a，第54頁.
18. ↑  Burnage 2011d，第32–33頁.
19. ↑  Burnage 2011d，第42頁.
20. 1 2  Robinson 2007，第190頁.
21. 1 2 3 4 5 6 7 8  Burnage 2011b，第132頁.
22. ↑  Robinson 2007，第227頁.
23. ↑  Farr 1958，第50頁.
24. ↑  Burnage 2011a，第174頁.
25. ↑  Farr 1958，第71頁.
26. ↑  Etty, William. . The Art Journal (London: George Virtue). 1 February 1849, 1: 37–40.
27. ↑  Burnage 2011d，第33頁.
28. ↑  Burnage & Bertram 2011，第24頁.
29. ↑  . The New Monthly Magazine (London: Henry Colburn). June 1833, 1: 456.
30. ↑  . The Gentleman's Magazine (Westminster: J. B. Nichols and Son). May 1833, 103: 445.
31. 1 2 3  见英国零售价指数，数据来自Clark, Gregory. . MeasuringWorth. 2017  [2022-06-11].
32. ↑  Robinson 2007，第283頁.
33. ↑  Farr 1958，第107頁.
34. 1 2 3  Farr 1958，第140頁.
35. 1 2  Robinson 2007，第440頁.
36. ↑  Burnage 2011e，第243頁.
37. ↑  Leslie, Charles Robert. . The Athenæum (London). 30 March 1850, (1170): 352.
38. ↑  Robinson 2007，第437頁.
39. ↑  Farr 1958，第109頁.
40. ↑  Robinson 2007，第447頁.
41. ↑  . London: Tate.   [6 August 2015]. （原始内容存档于2022-09-22）.
42. ↑  Burnage 2011b，第133頁.
43. ↑  Moretti 2013，第108頁.